# Safaa Erruas
Safaa (o Safâa) Erruas (Tetuán, 1976) es una artista marroquí. Vive y trabaja en Tetuán.

## Trayectoria
Después de un año de estudios en la Facultad de Ciencias, Erruas optó por la formación artística. En 1998 se graduó en el Instituto Nacional de Bellas Artes de Tetuán, donde ya empezó a desarrollar un lenguaje muy personal. 
Su trabajo, abstracto y minimalista, suele estar protagonizado por un solo color, el blanco, que simboliza para ella la inmaterialidad, el silencio, la fragilidad. En sus grandes instalaciones hay suturas, cortes y costuras que hace con elementos puntiagudos o afilados como agujas, hojas de afeitar, cuchillos o alambres. Juega al contraste entre elementos duros y frágiles, como el papel y el agua, los botones o el hilo.
Comienza exponiendo en su país y, desde 1998, lo hace internacionalmente. Al finalizar sus estudios, participa en una exposición organizada por Jean-Louis Froment, fundador del Museo de arte contemporáneo de Burdeos (Francia) y fue residente durante seis meses en la Ciudad Internacional de las Artes de París. En 2002 participó en la Bienal de Dakar y de nuevo lo hizo en 2006, siendo entonces una de las artistas galardonadas. En 2009 también fue seleccionada como una de las cinco artistas jóvenes más importantes en el mundo musulmán para una exposición en Nueva York organizada por el Museum of Contemporary African Diasporan Arts y expuso con el colectivo Collectif 212 en Casa África de Madrid.
Varias de sus obras se exhibieron en París en 2016 en la Feria de Arte y Diseño Contemporáneo, centrada ese año en África: Also Known As Africa (AKAA). Expuso nuevamente en ese mismo marco dos años después.
También en 2016 fue una de las 25 artistas de 14 países seleccionadas para participar en El Iris de Lucy. Artistas africanas contemporáneas, una exposición colectiva que se desarrolló en el Museo Departamental de Arte Contemporáneo de Rochechuart (Francia) y en el Museo de Arte Contemporáneo de Castilla y León (MUSAC) en León. Al año siguiente la muestra pudo verse en Las Palmas de Gran Canaria, simultáneamente en el Centro Atlántico de Arte Moderno (CAAM) y en Casa África. En 2017 también estuvo presente en una feria anual dedicada al arte contemporáneo del continente africano en Londres.
En el año 2021 participó con la pieza Brisa en la muestra Trilogía Marroquí (1950-2020), celebrada en el Museo Nacional Centro de Arte Reina Sofía de Madrid.
Sus obras forman parte de colecciones como el Palacio Real, la Société Générale (Marruecos), la Caisse de dépôt et de gestion y la Fundación ONA en Marruecos así como la Fondation Jean Paul Blachère en Apt en Francia o el Centre for Contemporany Art de Lagos en Nigeria.  